# 1989 у футболі
Нижче наведені футбольні події 1989 року у всьому світі.

## Засновані клуби
- Прінсіпат (Андорра)

## Національні чемпіони
- Англія: Арсенал (Лондон)
- Аргентина: Індепендьєнте (Авельянеда)
- Бразилія: Васко да Гама
- Італія: Інтернаціонале
- Іспанія: Реал Мадрид
- НДР: Динамо (Дрезден)
- Нідерланди: ПСВ
- Парагвай: Олімпія (Асунсьйон)
- Португалія: Бенфіка
- СРСР: Спартак (Москва)
- ФРН: Баварія (Мюнхен)
- Франція: Олімпік (Марсель)
- Югославія: Воєводина